# Namtaeryeong (métro de Séoul)
Namtaeryeong  (hangeul : 남태령 ; hanja : 南泰嶺) est une station de passage de la ligne 4 du métro de Séoul. Elle est située, au Gwacheon-daero, quartier Bangbae 2-dong, dans l'arrondissement de Seocho-gu à Séoul en Corée du Sud.
Ouverte en 1994, elle est desservie par les rames omnibus et express qui circulent sur la ligne 4.

## Situation sur le réseau

Plan du réseau (2023)

Établie en souterrain, la station Namtaeryeong, est une station de passage de la ligne 4 du métro de Séoul : elle est située entre la station Sadang, en direction du terminus nord-est Jinjeop, et la station Seonbawi en direction du terminus sud-est Oido.

## Histoire
La station souterraine Namtaeryeong est mise en service, sur la ligne 4 du métro de Séoul, le 1er avril 1994,. lors de l'ouverture à l'exploitation, des 2,2 km, de Sadang à Namtaeryeong qui le même jour est l'aboutissement de la ligne Gwacheon (intégrée dans la ligne 4 ce même jour) section, de 14,1 km, depuis la station Geumjeong.

## Services aux voyageurs

### Accès et accueil
Établie sur la Gwacheon-daero, dans le quartier Bangbae 2-dong, la station dispose de 4 bouches, numérotés de 1 à 4. Des escaliers, escaliers mécaniques et ascenseurs permettent les circulations piétonnes entre les différents niveaux. Elle est notamment équipée d'une billetterie avec des automates pour l'achat de titres de transport. Les quais de la station sont équipés de portes palières.

### Desserte
Namtaeryeong est desservie par les rames omnibus et express qui circulent sur la ligne 4.

Installations
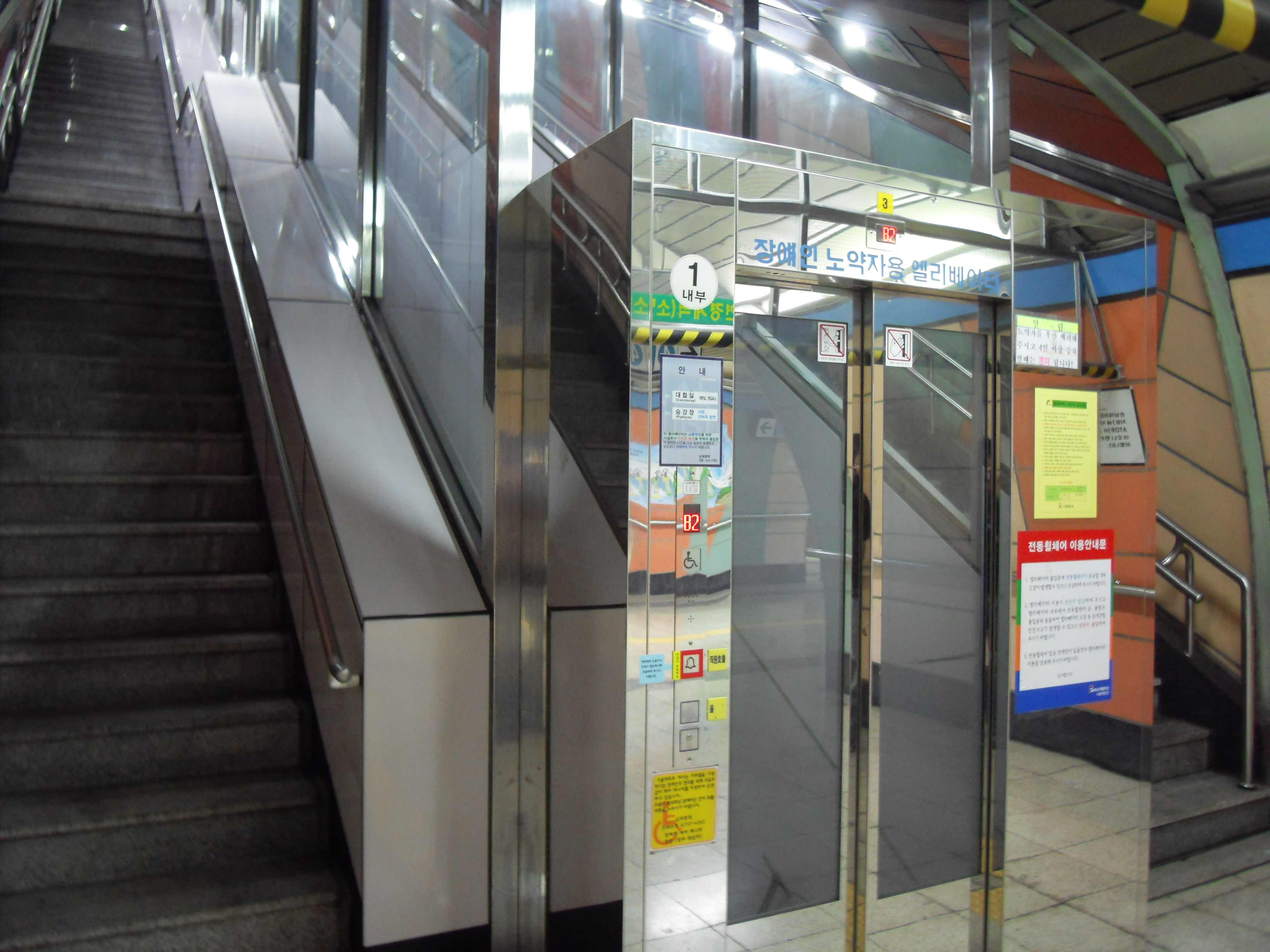
En 2009.
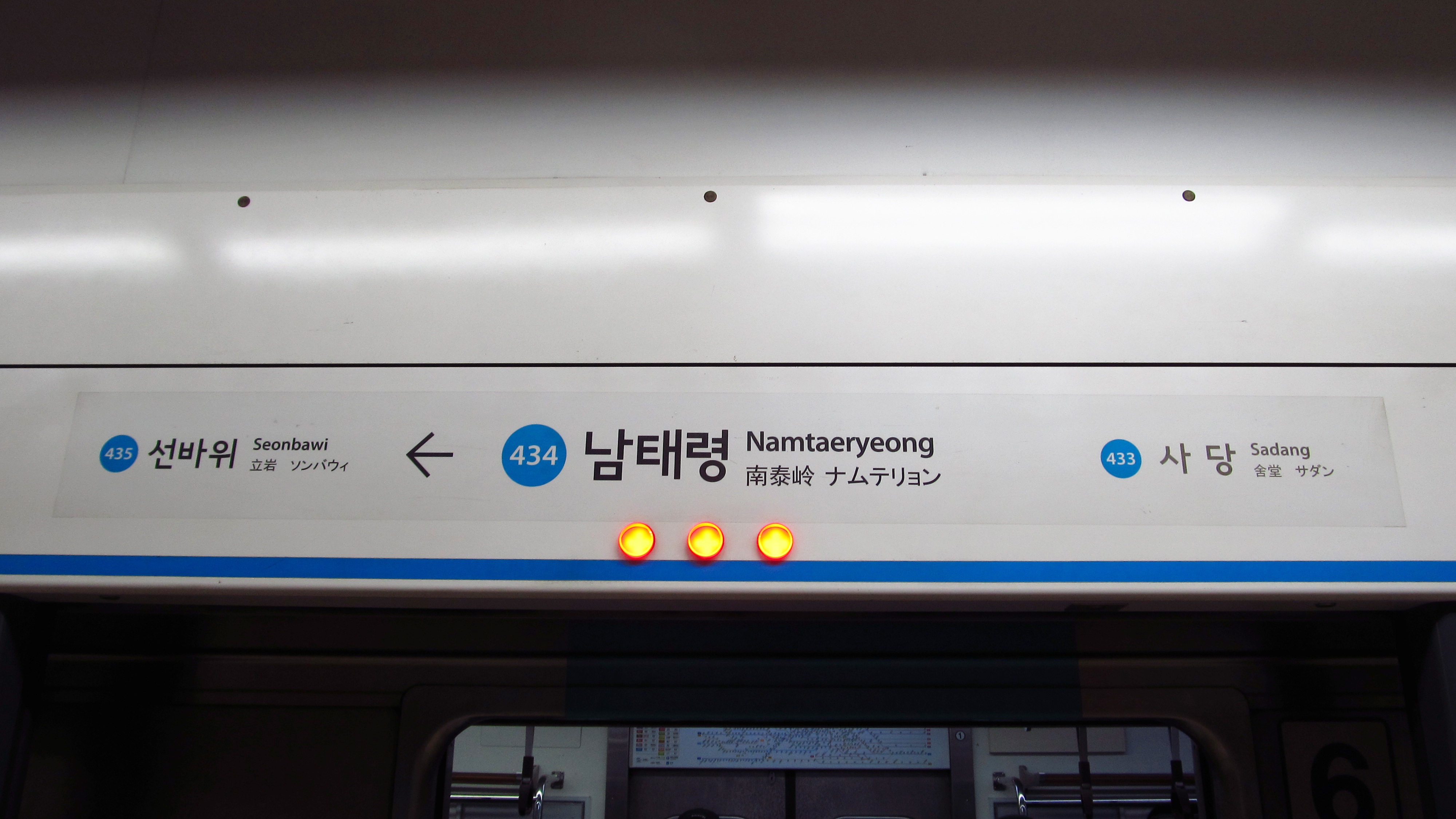
En 2018.
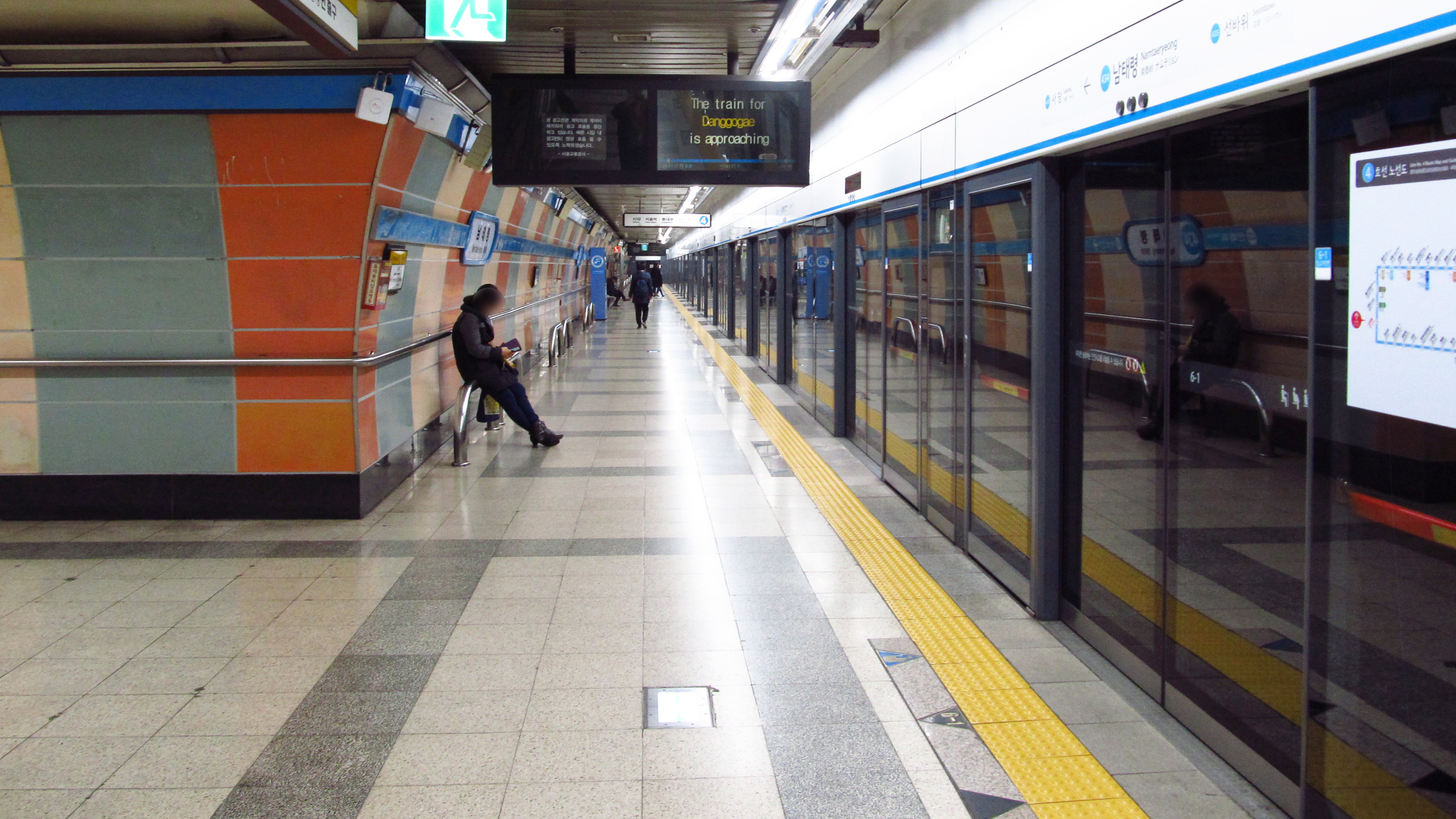
En 2018.

### Intermodalité
Des arrêts de bus urbains sont situés à proximité de certains accès.